# No. 311 Squadron RAF
| 311. Bomberstaffel der RAF                 | 311. Bomberstaffel der RAF                      |
| ------------------------------------------ | ----------------------------------------------- |
| 311. československá bombardovací peruť RAF |                                                 |
| № 311 (Czechoslovak) Bomber Squadron       |                                                 |
|                                            |                                                 |
| Motto:                                     | Na množství nehleďte Schaut nicht auf die Menge |
| Code:                                      | KX, PP                                          |
| Entstanden:                                | 29. Juli 1940, Honington                        |
| Aufgelöst                                  | Februar 1946, Plzeň                             |

Die 311. Bomberstaffel war einer der vier RAF-Luftverbände der tschechoslowakischen Exilarmee, die als Einheiten der Royal Air Force (RAF) an den Kämpfen der britischen Luftwaffe während des Zweiten Weltkriegs in Europa teilnahmen.

## Geschichte
Die 311. Bomberstaffel war die zweite aller tschechoslowakischen Staffeln der Royal Air Force, die sich in Großbritannien formierte und an den Kämpfen teilgenommen hatte. Sie entstand am 29. Juli 1940 in Honington (Grafschaft Suffolk) aus Angehörigen der tschechoslowakischen Luftwaffe, die nach der Besetzung ihres Landes durch die Wehrmacht nach Frankreich flohen und dort Dienst taten; nach dem Zusammenbruch Frankreichs kamen sie schließlich nach England. Die Einsätze der 311. Bomberstaffel können in zwei Phasen eingeteilt werden: vom 29. Juli 1940 war sie ein Bestandteil der 3. Gruppe (No. 3 Group) des Oberkommandos Bomber Command, am 28./30. April 1942 wurde sie dann dem Oberkommando Coastal Command zugeteilt, wo sie – bis auf eine Ausnahme – bis Ende des Krieges ihre Einsätze flog.

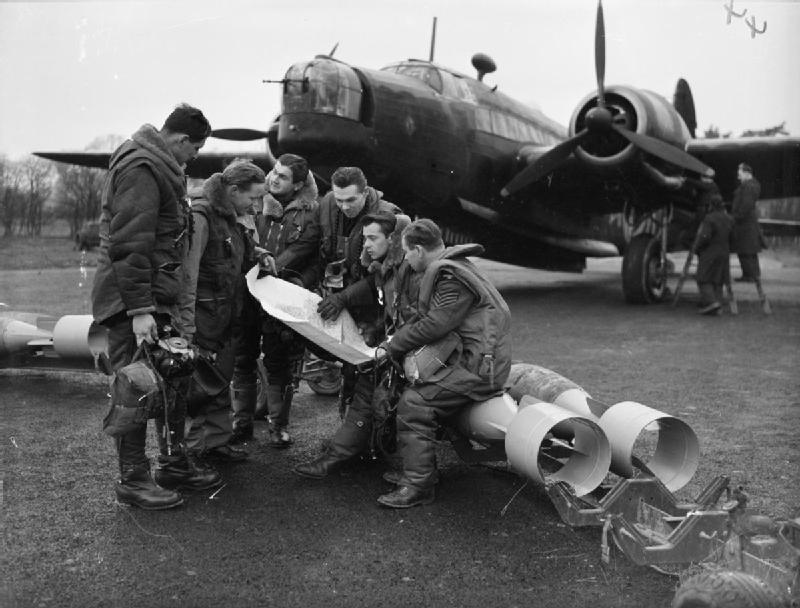
Wellington mit Besatzung der 311. Staffel

Der erste Einsatz bei Bomber Command erfolgte am 10./11. September 1940 mit einem Angriff auf den Brüsseler Hauptbahnhof. Danach wurden vermehrt Ziele in Frankreich und Belgien, in den Niederlanden und vor allem in Deutschland angeflogen. Bereits am 23. September wurde mit drei Maschinen Berlin bombardiert. Zu den angeflogenen Städten gehörten u. a. Vlissingen, Boulogne-sur-Mer, Brest, Paris und Turin, in Deutschland dann außer Berlin noch Köln, Bonn, Essen und Kiel. Während der zweijährigen Zugehörigkeit zum Bomber Command sind 1029 Einsätze von insgesamt 5.192 Stunden geflogen auf insgesamt 77 Ziele, wobei die Staffel 1320 Tonnen Bomben abwarf und mindestens drei Nachtjäger abschoss. Sie gehörte zu den besten Staffeln des Bomber Commands, allerdings waren auch die Verluste hoch: von den 52 eingesetzten Besatzungen wurden 22 abgeschossen oder gefangen genommen. Weil es bei den tschechoslowakischen Staffeln keinen Nachwuchs bzw. Ersatz gab, wurde beschlossen, die geschwächte Einheit im Frühjahr 1942 unter das Oberkommando des Coastal Command zu stellen.
Kurz nach der Abkommandieren zum Coastal Command beteiligten sich in der Nacht 25./26. Juni 1942 etliche Einheiten, darunter auch die 311. Staffel, an dem dritten "1000 bomber raid" (etwa: Angriff von Tausend Bombern) auf Bremen.
Nachdem die Staffel am 28./30. April 1942 der No. 19. Group des Coastal Command zugeteilt wurde, war ihr Einsatzgebiet der Golf von Biskaya, wo sie die Aufgabe hatte, feindliche U-Boote und Konvois ausfindig zu machen und anzugreifen. Sie nahm dadurch aktiv an der Atlantikschlacht teil. An der Jahreswende 1942/1943 wurde die 311. Staffel als die beste innerhalb des Coastal Command ausgewertet. Im August 1944 zog die Staffel nach Tain in Schottland um und kontrollierte das Baltikum und die norwegische Küste. Nach der Zuteilung zum Coastal Command 1942 flog die Staffel 2102 Einsätze mit 21.527 Stunden. Während der Einsätze versenkte die Einheit einen großen Transporter, beschädigte vier andere Schiffe und etliche kleine Schiffe, sie attackierte 35 deutsche U-Boote, wobei sie vier versenkte, und sie schaltete etwa 17 deutsche Jagdflugzeuge aus.
Am 4. Juni 1945 wurden die Kriegseinsätze der Staffel beendet und sie wurde unter das Transport Command gestellt. Mit unbewaffneten Liberators wurden Flüge unternommen, die dem Zweck dienten, das Personal und die Einrichtungen und Archive der tschechoslowakischen Exilregierung aus London nach Prag zu transportieren. Die Staffel wurde am 15. Februar 1946 als eine RAF-Einheit aufgelöst und ist zum Bestandteil der neuen tschechoslowakischen Luftwaffe geworden.
Die Angehörigen der Bomberstaffel mussten – wie auch die anderen in der RAF kämpfenden Soldaten – in der Tschechoslowakei bis nach 1989 warten, damit sie eine Anerkennung erlangen, die ihnen das kommunistische Regime verweigerte. Allerdings erging es ihnen ähnlich wie auch den übrigen Veteranen der Staffeln des Bomber Command auch in Großbritannien. Die sehr kontroverse Rezeption der Angriffe auf Städte und Zivilisten in Deutschland führte in Großbritannien dazu, dass deren Beitrag zum Sieg über Hitlers Deutschland lange Zeit ausgeblendet wurde. Erst am 28. Juni 2012, fast 70 Jahre nach dem Ende des Zweiten Weltkrieges, wurde der 55.573 gefallenen Angehörigen des Bomber Command gedacht und in der Nähe des Londoner Hyde Park Corners ein Denkmal enthüllt; anwesend war neben Duke of Edinburgh, Prince of Wales und Duchess of Cornwall auch die Königin Elisabeth II.
Am 1. November 2008 wurde die 438th Air Expeditionary Advisory Squadron (438th AEAS) am Flughafen Hamid Karzai International in Kabul aktiviert. Die Staffel wurde im Februar 2016 in 311th AEAS in Erinnerung an die frühere 311. Staffel umbenannt. Ihre Aufgabe war die Schulung afghanischer Hubschrauber-Besatzungen auf den Typen Mi-17V und Mi-25.
Sie wurde am 13. Februar 2019 deaktiviert.

## Übersichten

### Stützpunkte
Die 311. Staffel flog ihre Einsätze aus folgenden Stützpunkten:
| - Honington, Suffolk (29. Juli 1940–16. September 1940) - East Wretham, Suffolk (16. September 1940–28. April 1942) - Aldergrove, Antrim (28. April 1942–10. Juni 1942) - Talbenny, Pembrokeshire (10. Juni 1942–26. Mai 1943) | - Beaulieu, Hampshire (26. Mai 1943–23. Februar 1944) - Predannack, Cornwall (23. Februar 1944–9. August 1944) - Tain, Highland (9. August 1944–4. Juni 1945) |

Die Flüge unter dem Transport Command nach Prag erfolgten auch aus den Standorten Manston, Pershore und Blackbushe.

### Flugzeuge

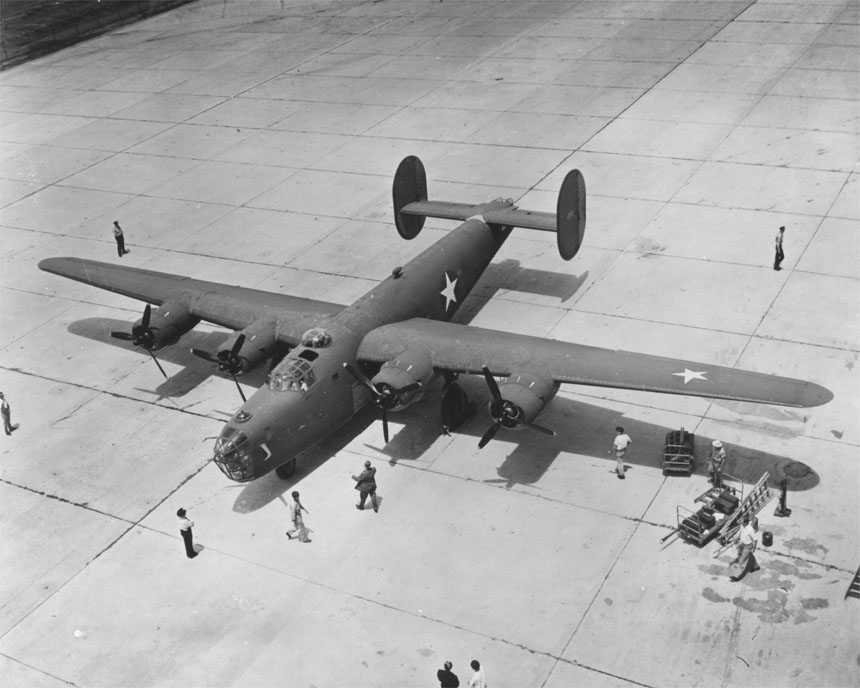
B-24 Liberator

Die Staffel wurde mit verschiedenen Typen der Bomberflugzeuge Vickers Wellington und Consolidated Liberator ausgestattet:
- Vickers Wellington I*, IA*, IC, III, X
- Consolidated Liberator GR III*, GR V, GR VI (seit Mai 1943, auch als B24 bekannt)

Die mit einem Stern gekennzeichneten Modelle wurden nur zu Trainingszwecken verwendet. Die Maschinen flogen unter dem britischen Hoheitszeichen der RAF, besaßen jedoch eigene Kodes: KX für die Wellington-Maschinen und PP für die Liberator-Maschinen.

### Personal und Verluste
Bei der 311. Staffel gab es 8 Kommandeure und außerdem 8 Kommandeure des Schwarms A und 10 Kommandeure des Schwarms B.
Von allen Einheiten hatte die Bomberstaffel 311 die schwersten Verluste. Je nach Quelle werden die Verluste unterschiedlich angegeben: Sie liegen zwischen 273 Gefallenen und 250 Gefallenen, davon 94 Personen während der Einsätze unter dem Bomber Command und 156 Personen während der Einsätze unter dem Coastal Command, die Zahl der gefangengenommenen Soldaten wird jeweils mit 35 angegeben.
| Kommandanten der Gesamtstaffel | Kommandanten der Gesamtstaffel |
| ------------------------------ | ------------------------------ |
| Karel Toman-Mareš              | 29.07.1940 – 19.03.1941        |
| Josef Schejbal                 | 19.03.1941 – 03.07.1941        |
| Josef Ocelka                   | 03.07.1941 – 20.04.1942        |
| Josef Šnajdr                   | 20.04.1942 – 01.02.1943        |
| Jindřich Breitcetl             | 01.02.1943 – 21.08.1943        |
| Vladimír Nedvěd                | 21.08.1943 – 03.02.1944        |
| Josef Šejbl                    | 03.02.1944 – 01.09.1944        |
| Jan Kostohryz                  | 01.09.1944 – 13.08.1945        |
| Kommandanten des Schwarms „A“  |                                |
| Josef Schejbal                 | 02.08.1940 – 20.03.1941        |
| Josef Šnajdr                   | 27.05.1941 – 20.04.1942        |
| Karel Náprstek                 | 21.10.1941 – 15.01.1942        |
| Lubomír Svátek                 | 15.03.1942 – 27.04.1942        |
| Josef Šejbl                    | 27.04.1942 – 14.01.1943        |
| Vladimír Nedvěd                | 01.11.1942 – 21.08.1943        |
| Jan Kostohryz                  | 21.08.1943 – 01.09.1944        |
| Alois Šedivý                   | 07.09.1944 – 13.08.1945        |
| Kommandanten des Schwarms „B“  |                                |
| Jan Veselý                     | 02.08.1940 – 17.10.1940        |
| Josef Ocelka                   | 17.01.1941 – 02.07.1941        |
| Jindřich Breitcetl             | 02.07.1941 – 20.08.1941        |
| Josef Šejbl                    | 20.08.1941 – 03.01.1942        |
| Josef Stránský                 | 27.03.1942 – 01.02.1943        |
| Bohumil Liška                  | 24.01.1943 – 27.05.1943        |
| Václav Korda                   | 01.06.1943 – 30.01.1944        |
| Bohuslav Tobýska               | 03.01.1944 – 06.11.1944        |
| Karel Kvapil                   | 06.11.1944 – 10.01.1945        |
| Vlastimil Ondruj               | 11.01.1945 – 13.08.1945        |

Die sechs- bis achtköpfigen Besatzungen der einzelnen Flugzeuge wurden nach dem damaligen Muster der britischen Luftwaffe immer vom 1. Piloten befehligt, unabhängig von dessen militärischem Rang.